# 717
717 (DCCXVII) je bilo navadno leto, ki se je po julijanskem koledarju začelo na petek.

## Dogodki
- propade druga odprava Arabcev proti Bizancu

## Smrti
- 24. september - Sulejman ibn Abd al-Malik, sedmi kalif Omajadskega kalifata (* ok. 675)

Neznan datum
- Ašina Šjan, šingšivang kagan Zahodnega turškega kaganata (* ni znano)
- Plektruda, frankovska regentka (* ni znano)